# Oligosoma kahurangi
Oligosoma kahurangi — вид ящірок родини сцинкових (Scincidae). Описаний у 2021 році.

## Поширення
Ендемік Нової Зеландії. Знайдений у Національному парку Кагурангі. Виявлений на сланцевих осипах в гірських купинах.